# Brunejské královské námořnictvo
Brunejské královské námořnictvo (malajsky: Tentera Laut Diraja Brunei) je součástí ozbrojených sil Bruneje. Země má přibližně 100 kilometrů dlouhé pobřeží, na které navazuje 200mílová výlučná ekonomická zóna. Jedná se o malé námořnictvo. Tvoří jej okolo 1000 příslušníků, z části sloužících u říčních sil. Jádro jeho floty tvoří oceánské a pobřežní hlídkové lodě, doplněné dalšími plavidly. Leteckou složku námořnictva tvoří tři námořní hlídkové letouny CASA CN-235. Jména brunejských lodí začínají zkratkou KDB (malajsky: Kapal Diraja Brunei). Hlavná námořní základnou je od roku 1974 Muara.

## Historie

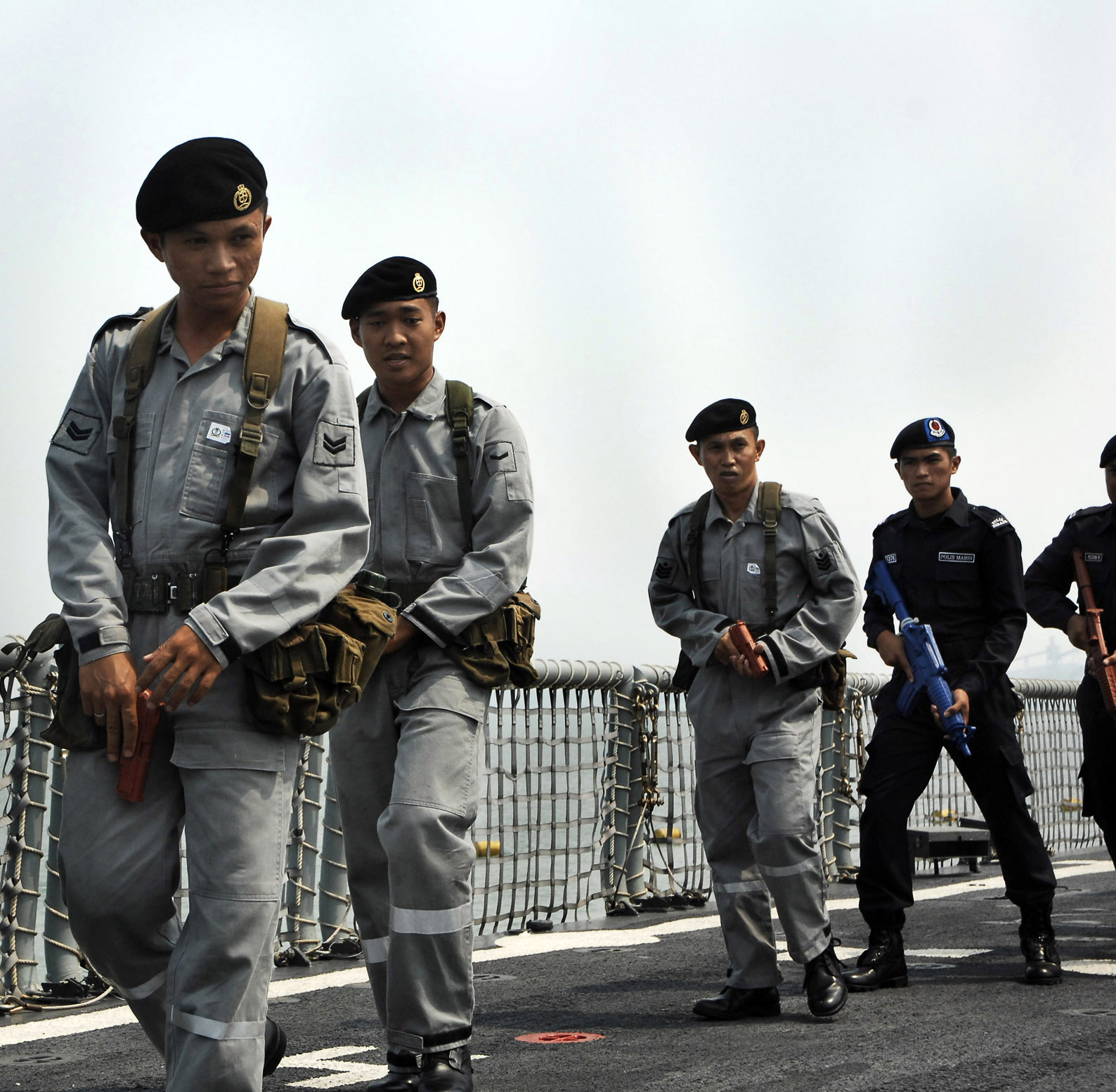
Brunejští námořníci

Brunejské královské námořnictvo bylo založeno 14. června 1965, čtyři roky po vzniku samotných brunejských ozbrojených sil. Zpočátku jej tvořil malý oddíl sloužící k přepravě vojska po řekách pomocí hliníkových člunů. V oddílu tehdy sloužil jeden důstojník a 17 námořníků vycvičených v Malajsii. V letech 1966–1968 námořnictvo získalo tři říční hlídkové čluny a po jednom vznášedle od britských typů SR.N5 a SR.N6. Roku 1968 byl navíc zařazen námořní útočný člun britské třídy Brave (někdy uváděna třída Søløven), který se jako Pahlawan stal vlajkovou lodí námořnictva.
V druhé polovině 70. let byly v Singapuru postaveny tři hlídkové čluny třídy Periwa a tři raketové čluny třídy Waspada, které doplnily dva ve Velké Británii postavené výsadkové čluny Damuan a Puni, patřící ke třídě Loadmaster.
Ve druhé polovině 90. let země zahájila (jak se později ukázalo až příliš) ambicózní modernizaci svého námořnictva. Roku 1996 námořnictvo v Austrálii získalo dva 36metrové výsadkové čluny třídy Searasa. Především však byly ve Velké Británii objednány tři raketové fregaty třídy Nakhoda Ragham, vycházející (obdobně jako malajská třídy Lekiu) z typu F2000 britské loděnice Yarrow. Fregaty byly dokončeny v letech 2004-2005, mezitím si však námořnictvo uvědomilo, že jejich provoz je nad síly miniaturního státu, a proto je odmítlo převzít. Věc řešila mezinárodní arbitráž, přičemž plavidla byla namísto zařazení do služby nabídnuta k prodeji a jejich provozovatelem se nakonec stalo indonéské námořnictvo. Brunejské královské námořnictvo pak modernizaci vyřešilo zakoupením mnohem levnějších oceánských hlídkových lodí třídy Darussalam, menších pobřežních hlídkových lodí třídy Ijtihad od německé loděnice Lürssen a dále též rychlého hlídkového člunu (interceptoru) Mustaed (21).

## Složení[1]

### Raketový člun

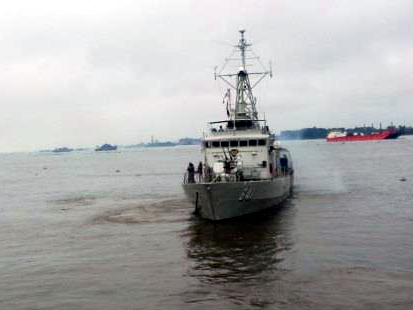
Raketový člun Badau třídy Waspada byl po vyřazení prodán Indonésii

- Třída Waspada
  - Seteria (04)

### Oceánské hlídkové lodě

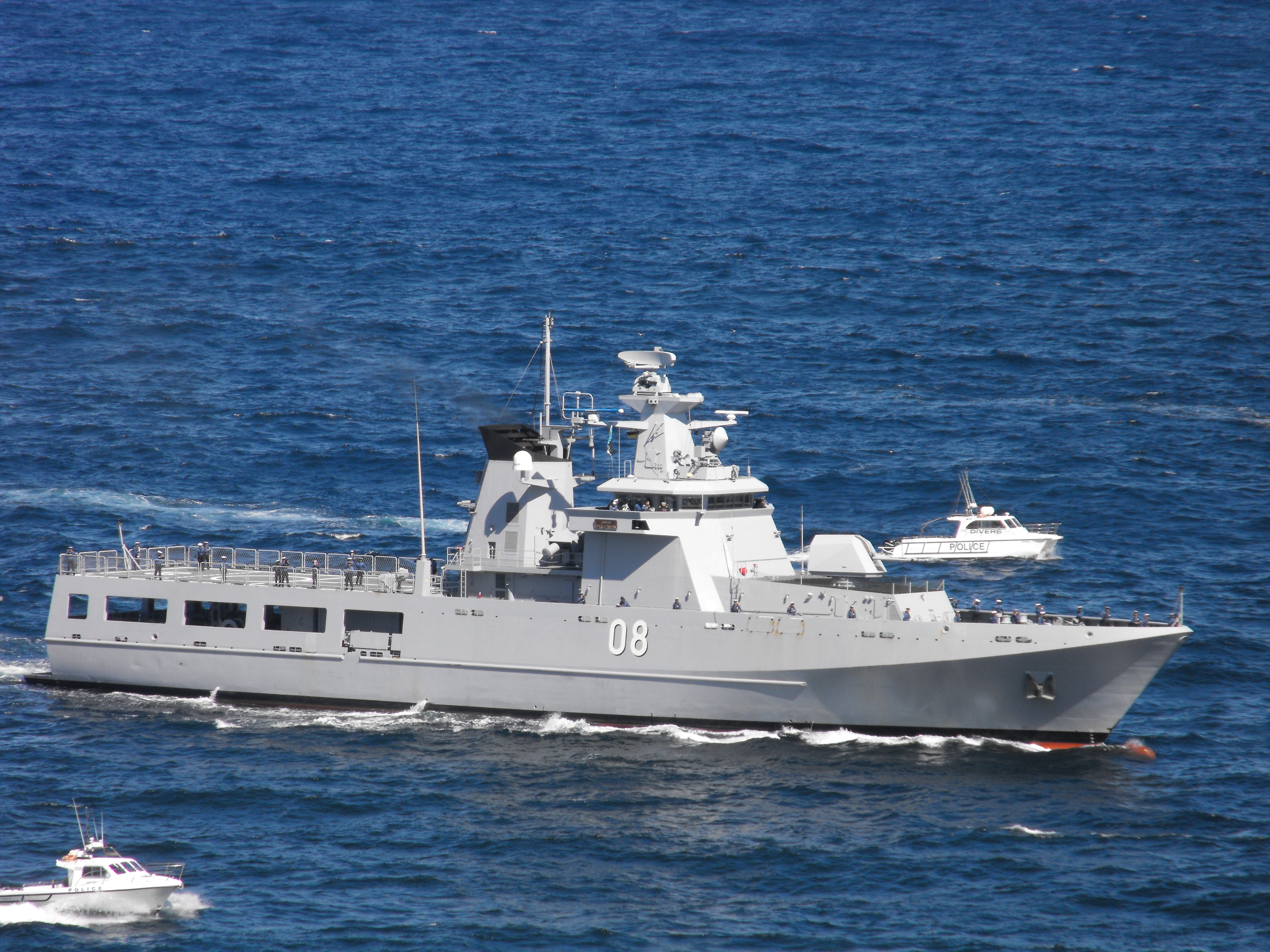
Darulaman

- Třída Darussalam
  - Darussalam (06)
  - Darulehsan (07)
  - Darulaman (08)
  - Daruttaqwa (09)

### Hlídkové lodě
- Třída Ijtihad
  - Ijhtihad (17)
  - Berkat (18)
  - Syafaat (19)
  - Afiat (20)

- Mustaed (21)

- Třída Periwa
  - Periwa (14)
  - Pemburu (15)
  - Penyerang (16)

- Třída Fearless
  - As-Siddiq (95)
  - Al-Faruq (99)

### Výsadkové lodě
- Třída Loadmaster – Landing Craft Utility
  - Damuan (31)
  - Puni (32)

- Třída Serasa – Landing Craft Utility
  - Serasa (33)
  - Teraban (34)